# Codonopsis ussuriensis
Codonopsis ussuriensis là loài thực vật có hoa trong họ Hoa chuông. Loài này được (Rupr. & Maxim.) Hemsl. mô tả khoa học đầu tiên năm 1889.